# Бузин, Дмитрий Петрович
Дмитрий Петрович Бу́зин (1903—1992) — советский учёный, конструктор в области энергомашиностроения. Лауреат Ленинской премии.

## Биография
Родился 10 (23 февраля) 1903 года в Ярославле.
В 1927 году окончил Ленинградский политехнический институт по специальности «Турбомашиностроение».
До 1938 года работал инженером на ЛМЗ имени И. В. Сталина, читал лекции студентам-практикантам, в 1934 стажировался в Лондоне.
В 1938—1942 — на Невском заводе имени В. И. Ленина. В 1942—1986 — на Свердловском турбомоторном заводе (ТМЗ), в 1942—1973 главный конструктор паровых турбин.
В 1930-х годах один из разработчиков проектов конденсационных турбин мощностью 50 и 100 тыс. кВт.
В период Великой Отечественной войны руководил восстановлением поврежденных турбин. На Свердловском ТМЗ руководил разработкой проектов новых паровых теплофикационных турбин мощностью до 250 тыс. кВт.
Умер 2 января 1992 года. Похоронен в Екатеринбурге на Широкореченском кладбище.

## Награды и премии
- Сталинская премия первой степени (1946) — за создание паровой турбины генератора мощностью 100 тысяч л. с., частотой 10 000 об/мин, установленных на ТЭЦ[1]
- Сталинская премия третьей степени (1951) — за коренное усовершенствование технологии серийного производства мощных турбин.
- Ленинская премия (1966) — за разработку конструкции, освоение серийного производства и внедрение в народное хозяйство теплофикационной паровой турбины Т-100-130 мощностью 100 000 кВт на начальные параметры пара 130 ата, 565 °С
- орден Ленина (1956)
- орден Октябрьской революции (1971)
- орден «Знак Почета» (1945)
- медали